# Nolan Gould
Nolan Gould (Alabama, 28 de outubro de 1998) é um ator estadunidense mais conhecido atualmente pela sua participação na série Modern Family.

## Filmografia

### Cinema
| Ano  | Filme                  | Papel             | Notas                      |
| ---- | ---------------------- | ----------------- | -------------------------- |
| 2007 | The McPassion          | Son at Restaurant |                            |
| 2007 | Waiting Room           | Criança           | Creditado como Nolan Gould |
| 2007 | Sunny & Share Love You | Jason             |                            |
| 2008 | Montana                | Johnny            |                            |
| 2009 | Space Buddies          | Sam               |                            |
| 2009 | Hysteria               | Criança           |                            |
| 2011 | Friends with Benefits  | Sammy             |                            |
| 2012 | Ghoul                  | Timmy Graco       |                            |
| 2022 | Miranda's Victim       | -                 |                            |

### Televisão
| Ano       | Trabalho                       | Papel                | Notas                          |
| --------- | ------------------------------ | -------------------- | ------------------------------ |
| 2007      | America's Most Wanted          | Paul Jackson (jovem) |                                |
| 2007      | Out of Jimmy's Head            | Jimmy (jovem)        | 2 episódios                    |
| 2008      | Sweet Nothing in My Ear        | Mark Scott           |                                |
| 2008      | Eleventh Hour                  | John Warner          |                                |
| 2008      | Disney's Really Short Report   | Ele mesmo            | Entrevista                     |
| 2009      | Access Hollywood               | Ele mesmo            |                                |
| 2009-2020 | Modern Family                  | Luke Dunphy          | Protagonista                   |
| 2010      | Good Luck Charlie              | Zander               | Episódio "Sleepless in Denver" |
| 2010      | R.L. Stine's The Haunting Hour | Jack                 | 1 episódio                     |
| 2011      | Ghoul                          | Timmy Graco          |                                |